# Cephaloscyllium sarawakensis
Cephaloscyllium sarawakensis es una especie de elasmobranquio carcarriniforme de la familia Scyliorhinidae.